# Nikon Coolpix P500
La Nikon Coolpix P500 è una fotocamera non-SLR prodotta dalla Nikon, che fa parte della serie Nikon Coolpix.

## Caratteristiche tecniche
La Coolpix P500 ha un sensore di 12.1 milioni di pixel e un obbiettivo Nikkor 36x. Ha una memoria interna di circa 102 MB espandibile con card di memoria SD/SDHC/SDXC. Pesa 494 grammi (con batteria e scheda di memoria incluse) e può fare filmati in Full HD (1080p).